# Jasper Dejaegher
Jasper Dejaegher (Oostende, 23 januari 2001) is een Belgisch wielrenner die in 2024 prof werd bij Team Flanders-Baloise.

## Carrière
In zijn jeugdjaren combineerde Dejaegher het wegwielrennen met het mountainbiken. In 2022 werd hij nationaal kampioen strandracen bij de beloften.
In 2023, zijn laatste jaar als belofterenner, maakte Dejaegher de overstap naar Circus-ReUz-Technord. Hij won dat jaar meerdere wedstrijd op amateurniveau in zowel België als Nederland, waaronder de Wim Hendriks Trofee, de Omloop der Zevenheuvelen en de Grote Prijs Jules Van Hevel. Op UCI-niveau won hij een etappe in zowel de Ronde van Loir-et-Cher als in de Ronde van Eure-et-Loir.
In 2024 werd Dejaegher prof bij Team Flanders-Baloise. Zijn debuut voor de ploeg maakte hij op Mallorca, waar hij deelnam aan vier van de vijf manches van de Challenge Mallorca.

## Overwinningen
2023
5e etappe Ronde van Loir-et-Cher
3e etappe Ronde van Eure-et-Loir
Puntenklassement Ronde van Eure-et-Loir

## Resultaten in voornaamste wedstrijden
|      | \| Jaar \| Gent-Wevelgem \| \| ---- \| ------------- \| \| 2024 \| opgave \| |
| Jaar | Gent-Wevelgem                                                                |
| 2024 | opgave                                                                       |

## Ploegen
- 2023 –  Circus-ReUz-Technord
- 2024 –  Team Flanders-Baloise
- 2025 –  Team Flanders-Baloise

Bonneu · Claeys · Clynhens · Colman · Craps · De Vylder · De Wilde · Dejaegher · Dens · Deweirdt · Gerits · Hesters · Maris · Van Hemelen · Van Poucke · Vandenbranden · Vandenstorme · Vandevelde · Vanhoof · Vercouillie